# Открытый чемпионат Австралии по теннису 2010
Открытый чемпионат Австралии по теннису 2010 года — 98-й розыгрыш ежегодного профессионального теннисного турнира серии Большого шлема, проводящегося в австралийском городе Мельбурн на кортах местного спортивного комплекса «Мельбурн Парк». Традиционно выявляются победители соревнования в девяти разрядах: в пяти — у взрослых и четырёх — у старших юниоров. Матчи основных сеток прошли с 18 по 31 января. Соревнование традиционно открывало сезон турниров серии в рамках календарного года.
Прошлогодние победители среди взрослых:
- в мужском одиночном разряде —  Рафаэль Надаль
- в женском одиночном разряде —  Серена Уильямс
- в мужском парном разряде —  Боб Брайан и  Майк Брайан
- в женском парном разряде —  Серена Уильямс и  Винус Уильямс
- в смешанном парном разряде —  Саня Мирза и  Махеш Бхупати

## Соревнования

### Взрослые

#### Мужчины. Одиночный турнир
Роджер Федерер обыграл  Энди Маррея со счётом 6-3, 6-4, 7-6(11).
- Федерер выигрывает 1-й титул в сезоне и 16-й за карьеру на соревнованиях серии.
- Маррей уступает 1-й финал в сезоне и 2-й за карьеру на соревнованиях серии.

#### Женщины. Одиночный турнир
Серена Уильямс обыграла  Жюстин Энен со счётом 6-4, 3-6, 6-2.
- Уильямс выигрывает 1-й титул в сезоне и 12-й за карьеру на соревнованиях серии.
- Энен уступает 1-й финал в сезоне и 5-й за карьеру на соревнованиях серии.

#### Мужчины. Парный турнир
Боб Брайан /  Майк Брайан обыграли  Даниэля Нестора /  Ненада Зимонича со счётом 6-3, 6-7(5), 6-3.
- братья выигрывают 1-й титул в сезоне и 8-й за карьеру на соревнованиях серии.

#### Женщины. Парный турнир
Серена Уильямс /  Винус Уильямс обыграли  Кару Блэк /  Лизель Хубер со счётом 6-4, 6-3.
- сёстры выигрывают 1-й титул в сезоне и 11-й за карьеру на соревнованиях серии.

#### Микст
Кара Блэк /  Леандер Паес —  Екатерина Макарова /  Ярослав Левинский — 7-5, 6-3.
- Блэк благодаря этому титулу оформляет «карьерный Большой шлем» в этом разряде на соревнованиях серии.
- Паес выигрывает 1-й титул в сезоне и 5-й за карьеру на соревнованиях серии.

### Юниоры

#### Юноши. Одиночный турнир
Тьягу Фернандес обыграл  Шона Бермана со счётом 7-5, 6-3.
- представитель Бразилии побеждает на турнире серии впервые в истории.

#### Девушки. Одиночный турнир
Каролина Плишкова обыграла  Лору Робсон со счётом 6-1, 7-6(5).
- представительница Чехии побеждает на австралийском турнире серии впервые с 2003 года.

#### Юноши. Парный турнир
Джастин Элевельд /  Янник Лупеску обыграли  Кевина Кравица /  Доминик Шульц со счётом 6-4, 6-4.
- представители Нидерландов побеждают на соревновании серии впервые с 2002 года.

#### Девушки. Парный турнир
Яна Чепелова /  Шанталь Шкамлова обыграли  Тимею Бабош /  Габриэлу Дабровски со счётом 7-6(1), 6-2.
- представительницы Словакии побеждают на соревновании серии впервые с 1994 года.